# 木曽川用水
木曽川用水（きそがわようすい）は、愛知用水・三重用水と並び中京圏の水需要の確保のために独立行政法人水資源機構が建設した用水路である。

## 沿革
木曽川用水は人口の急増が著しい名古屋市への上水道供給、中京工業地帯への工業用水供給、濃尾平野への灌漑を目的としている。受益地は名古屋市・愛知県尾張地域と知多半島、岐阜県美濃地域、三重県北部地域である。上流部と下流部に分割運用されている。
上流部は木曽川水系飛騨川右支流馬瀬川に建設された、下呂市金山町にある岩屋ダムを水源とし、途中加茂郡白川町の飛騨川にある上麻生ダム（中部電力）の貯水池にある白川取水口から取水。取水された水はトンネルや水管橋を通り、美濃加茂市にある蜂屋調整池・上飯田調整池に貯水される。その後、木曽川右岸地域に上水道・工業用水・農業用水を供給する。
下流部は木曽川本川の河口から26km上流にある愛知・岐阜県境（左岸・愛知県稲沢市。右岸・岐阜県羽島市）に木曽川大堰（馬飼頭首工）を建設し水源とした。馬飼頭首工から取水された水は名古屋市の上水道として、濃尾地域には農業用水を海部幹線水路を通じて供給する。また、三重県には木曽川水管橋、揖斐長良川水管橋などを経て農業用水、上水道および工業用水を供給する。更に長良川河口堰と連携運用し、長良導水を経て知多半島の上水道と東海工業地域へ工業用水を供給する。総工費は722億円である。

## 関連施設
- 岩屋ダム
- 馬瀬川第二ダム
- 白川取水口（上麻生ダム・中部電力）
- 蜂屋調整池
- 上飯田調整池
- 木曽川大堰（馬飼頭首工）
- 海部幹線水路
- 長良川河口堰
- 三重導水
- 長良導水
- 木曽川水管橋
- 揖斐長良川水管橋